# Tervassalo (ö i Södra Savolax)
Tervassalo är en ö i Finland. Den ligger i sjön Sorsavesi och i kommunen Pieksämäki i den ekonomiska regionen  Pieksämäki ekonomiska region  och landskapet Södra Savolax, i den centrala delen av landet, 290 km nordost om huvudstaden Helsingfors. Öns area är 20,6 hektar och dess största längd är 1 kilometer i nord-sydlig riktning.